# Đại học Otago
Viện Đại học Otago (tiếng Māori: Te Whare Wānanga o Otago; tiếng Anh: University of Otago) ở là một viện đại học ở thành phố Dunedin. Đây là viện đại học lâu đời nhất của New Zealand. Năm 2011, Viện Đại học Otago có hơn 21.000 sinh viên theo học.
Trường có chất lượng nghiên cứu trung bình cao nhất của New Zealand và chỉ xếp thứ hai sau Đại học Auckland về số lượng các nhà nghiên cứu học thuật xếp hạng A 
Trường đứng đầu trong bảng đánh giá của New Zealand Performance Based Research Fund năm 2006.
Được thành lập năm 1869 bởi một ủy ban bao gồm Thomas Burns,, trường đại học này mở cửa vào tháng 7 năm 1871. Phương châm của trường là "Sapere Aude" ("Dám khôn ngoan"). (Đại học New Zealand sau đó đã áp dụng cùng phương châm này). Hiệp hội sinh viên Đại học Otago đã đáp lại bằng phương châm riêng của mình là "Audeamus" ("let us dare"). 
Giữa năm 1874 và 1961 của Đại học Otago là một phần của Đại học New Zealand, và ban hành văn bằng bằng tên của đại học này.

## Sinh viên nổi bật
- Arthur Henry Adams, nhà báo, nhà văn
- Annette Baier, nhà triết học đạo đức
- Barbara Anderson, tiểu thuyết gia
- David Benson-Pope, cựu nghị sĩ và bộ trưởng Lao động
- Dame Silvia Cartwright - cựu Toàn quyền New Zealand (2001-2006), cựu thẩm phán tòa án tối cao
- David Cunliffe (Carrington) - Nghị sĩ Quốc hội (Đảng Lao động - New Lynn), cựu Bộ trưởng Bộ Y tế
- Sir Thomas Davis.
- Marc Ellis (Unicol), cầu thủ bóng bầu dục
- Janet Frame, tác gia
- Ian Fraser, đài truyền hình, người đứng đầu của truyền hình New Zealand
- William Fyfe, địa hóa học
- Jon Gadsby, diễn viên hài, diễn viên
- Graeme Hart, theo báo cáo là người giàu nhất tại New Zealand trong năm 2007
- Volker Heine, lý thuyết vật lý học, Giáo sư tại Đại học Cambridge
- Jan Hellriegel, ca sĩ / nhạc sĩ
- Greg Henderson, vô địch thế giới theo dõi các tay đua xe đạp và [đường xe đạp [đua | đường đua xe đạp]]
- Fergus Hume, tiểu thuyết gia người Anh
- David Kirk (Selwyn), học giả Rhodes, World Cup chiến thắng Mọi đội trưởng Black và cựu giám đốc điều hành Fairfax (Úc)
- Josh Kronfeld, (Aquinas College) Tất cả các đen và sau đại học Vật Lý Trị Liệu
- Chris Laidlaw, All Black, chính trị gia
- Michael Law, (Arana Hall) chính trị gia, nhà văn, đài truyền hình, Thị trưởng của Wanganui
- John Edward "Jack" Lovelock, vận động viên
- Sir Kamisese Mara (Knox), một chính trị gia Fiji
- Archibald McIndoe, bác sĩ phẫu thuật
- Joseph William Mellor, F.R.S., nhà hóa học
- Arnold Nordmeyer, lãnh đạo Đảng Lao động
- Anton Oliver (Unicol), cầu thủ bóng bầu dục cầu thủ và thành viên của All Blacks
- Giáo sư Datuk Dr Mazlan Othman, nhà vật lý thiên văn.
- Peter Tapsell, bộ trưởng Nội vụ
- Jeremy Waldron, nhà triết học pháp lý
- Simon Wigley, giáo sư triết học, Bilkent University
- Allan Wilson, nhà sinh vật học